# Iveco Cursor

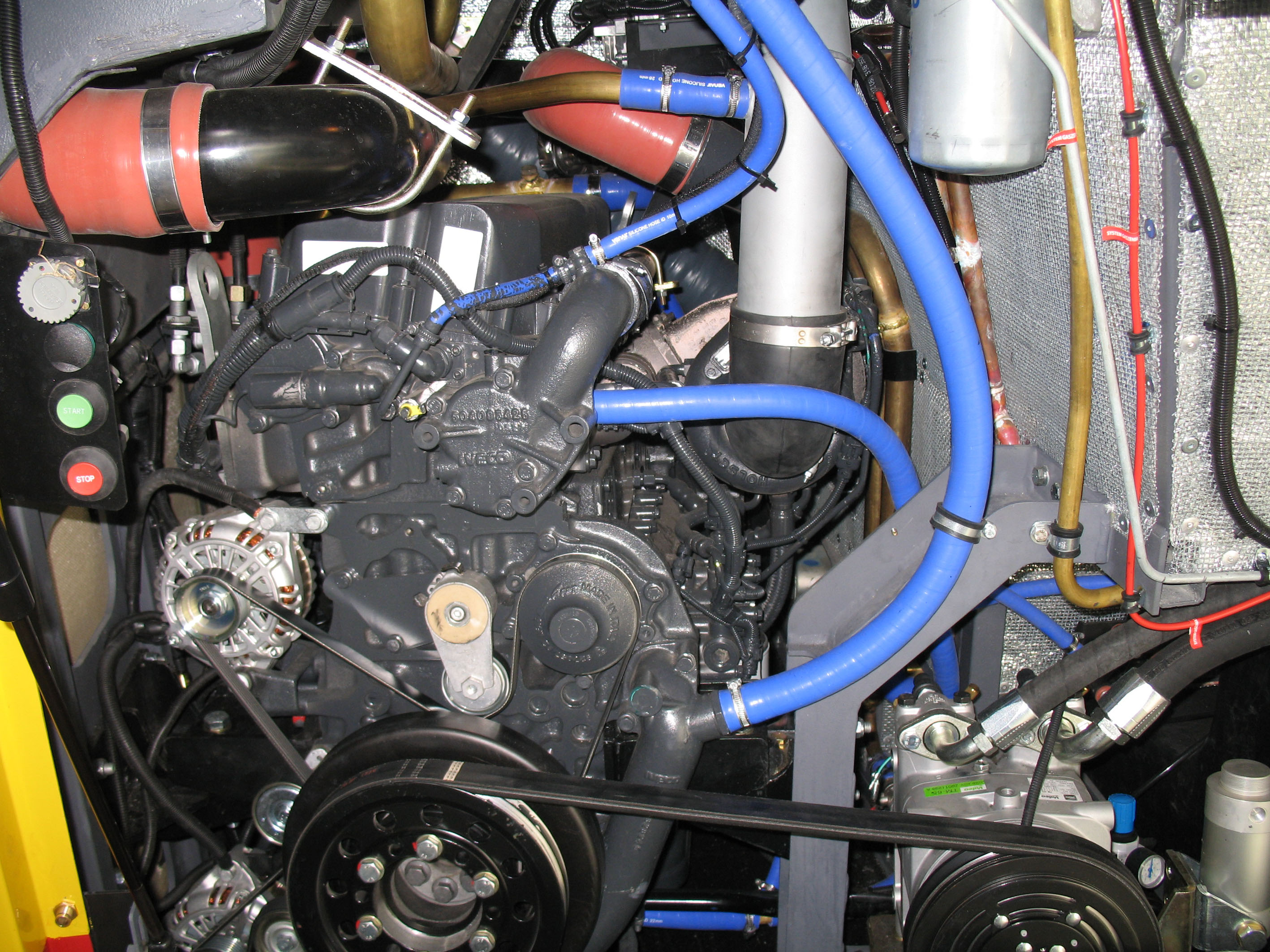
Iveco Cursor installato su un autobus.

Il nome Cursor designa una generazione di motori di nuova concezione progettati dalla società Iveco per impieghi su veicoli commerciali, natanti e altri impieghi.
Il primo motore Cursor viene prodotto nel 1998, e viene inizialmente impiegato sui veicoli Iveco EuroStar e Iveco EuroTech. Successivamente verrà impiegato anche su Iveco Stralis, Iveco Strator, Iveco Trakker e Iveco S-Way, oltre che in diversi impieghi marini.

## Costruzione
- Sei cilindri in linea nel basamento.
- La testata presenta valvole in testa mosse da albero a camme (OHC).
- L'albero a camme è mosso da trasmissione a ingranaggi.
- Ogni cilindro ha quattro valvole, con ponte che le collega a coppia.
- A metà tra la sede delle valvole è presente una pompa del sistema di dosaggio (PDE).
- Per il sistema Iveco Turbobrake (freno motore a depressione) i bilancieri delle valvole di scarico sono montati in posizione eccentrica e possono essere spostati con azionamento idraulico. Ciò apre le valvole di scarico leggermente impedendo al motore di accelerare.
- La centralina elettronica è montata sul motore e raffreddata.
- Il turbocompressore è a geometria variabile (VTG).

## Cursor 8, 10, 13

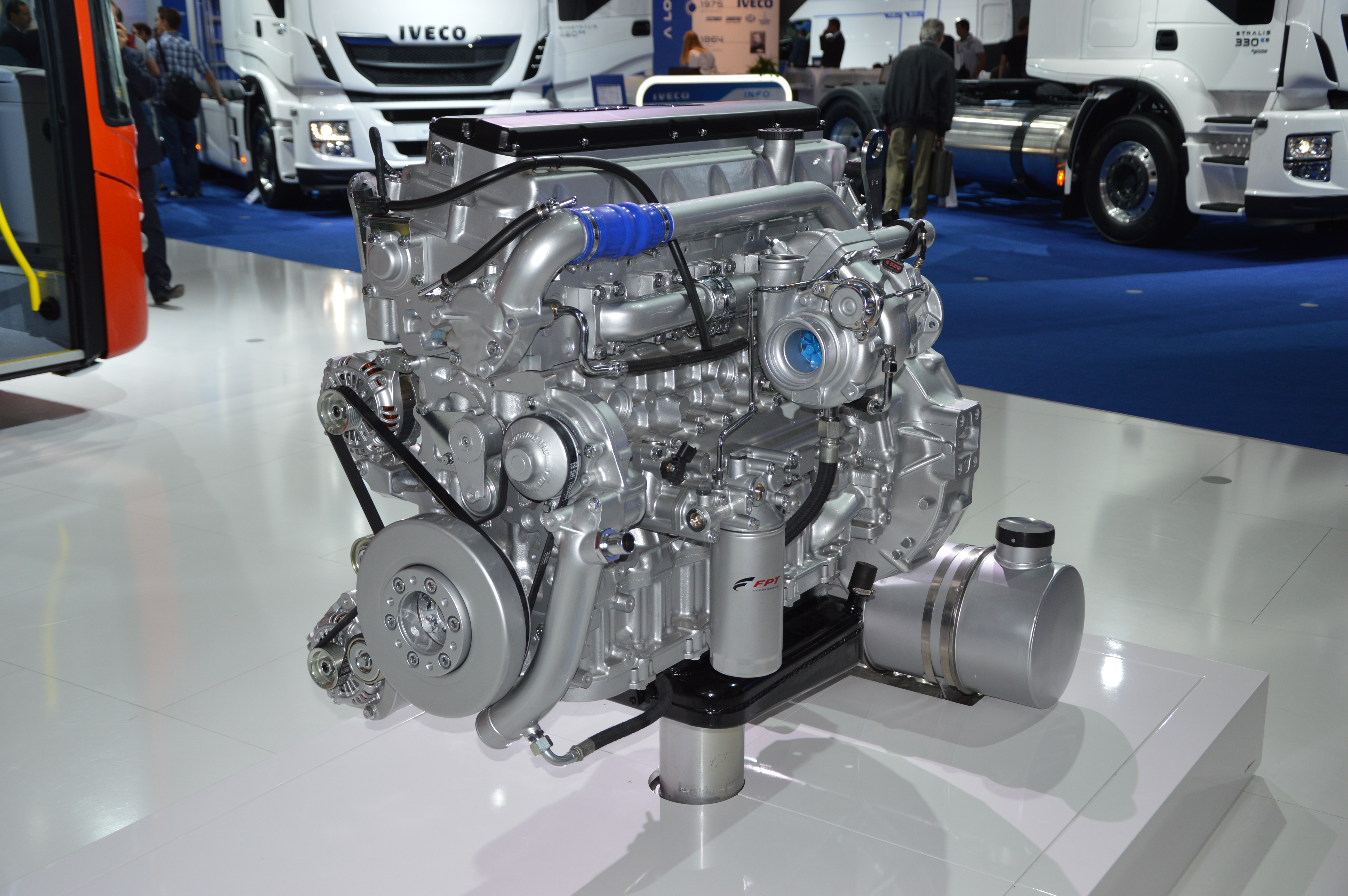
Il motore Cursor 8, GNC / LNG, sei cilindri in linea, 7,8 litri

La designazione dei motori richiama la cilindrata in litri: Il motore Cursor 8 ha cilindrata di 7,8 litri, il Cursor 10 ha cilindrata 10,3 litri e il Cursor 13 ha cilindrata 12,9 litri. Le potenze variano dai 180 kW (245 HP) del Cursor 8, ai 412 kW (560 HP) del più grande Cursor 13.

## Cursor 9
Con il modello Cursor 9 viene introdotto il sistema Common-Rail. La pompa ad alta pressione, mossa da ingranaggi.

## Norme antinquinamento
Originariamente il motore Cursor rispettava le norme Euro3. Successive modifiche permetteranno il rispetto delle norme  Euro4, Euro5 e Euro 6. La riduzione di inquinanti viene effettuata grazie al sistema di riduzione catalitica selettiva (SCR).